# Marguetta
Marguetta is een mosdiertjesgeslacht uit de familie van de Bryocryptellidae en de orde Cheilostomatida. De wetenschappelijke naam ervan is in 1903 voor het eerst geldig gepubliceerd door Jullien.

## Soorten
- Marguetta lorea (Alder, 1864)
- Marguetta pulchra Jullien, 1903